# RC2
  En criptografía, RC2 (también conocido como ARC2) es un cifrado de bloque de clave simétrica diseñado por Ron Rivest en 1987. "RC" significa "Código de Ron" o "Cifrado de Rivest"; otras diseñadas por Rivest son RC4, RC5 y RC6.
El desarrollo de RC2 fue patrocinado por Lotus Software que buscaba un cifrado personalizado que, después de la evaluación de la NSA, se pudiera exportar como parte de su software Lotus Notes. La NSA sugirió un par de cambios que Rivest incorporó. Después de nuevas negociaciones, el cifrado fue aprobado para su exportación en 1989. Junto con RC4, RC2 con un tamaño de clave de 40 bits fue tratado favorablemente bajo las regulaciones de exportación de Estados Unidos para la criptografía.
Inicialmente, los detalles del algoritmo se mantuvieron en secreto, propiedad de RSA Security, pero el 29 de enero de 1996, el código fuente de RC2 fue publicado anónimamente en Internet en el foro de Usenet, sci.crypt. Las menciones de CodeView y SoftICE (depuradores populares) sugieren que se ha modificado por ingeniería inversa. Una revelación similar había ocurrido antes con RC4.
En marzo de 1998, Ron Rivest escribió un RFC describiendo públicamente a RC2.
RC2 es un cifrado de bloque de 64 bits con una clave de tamaño variable. Sus 18 rondas están dispuestas como una red Feistel desequilibrada de gran densidad de fuente, con 16 rondas de un tipo (MIXING) marcadas por dos rondas de otro tipo (MASHING). Una ronda MIXING consta de cuatro aplicaciones de la transformación MIX, como se muestra en el diagrama.
RC2 es vulnerable a un ataque de clave relacionada usando 234 planos elegidos (Kelsey et al., 1997).